# 苏巴克
苏巴克是印度尼西亚巴厘省境内的一整套稻田水利管理系统，发展于公元9世纪。对于岛上居民而言，这项由来已久的工程不仅仅为农作物提供了灌溉的功能，同时也构建了一套复杂的人造生态系统。整个系统由占地近20000公顷（49000英亩）的水稻梯田以及宗教寺庙组成。最初，“苏巴克”这个名称指的就是处于这套协作型水利系统中最显眼位置上的庙宇。

## 宗教背景
作为一套区域内可持续性的生态灌溉系统，苏巴克的核心在于村落组织中心以及相关的庙宇，并发挥着将巴厘岛上农业社会紧密在一起的作用。水利管理的权威掌握在庙宇内的神职人员手中，这些祭司笃信着“三界和谐”的哲学。通过这种信仰，这里的人们试图能够阐释人类同土地、诸神三者之间的关系。整个苏巴克系统即是当地人践行“三界和谐”信仰的一个例证，透过它展现出人类活动与自然环境和谐共生的关系，而收获的稻米作物则被当地人视为神灵赐予的礼物。

## 系统
苏巴克由诸多部分组成：起到保护水土作用的森林、水稻梯田景观、连接稻田的运河、暗道、堤堰，以及各式规模和作用的庙宇。在逾千年的历史中，这套系统收集着来自于运河和泉中之水，并将其引入绵延的稻田进行灌溉。在众多的景观中，有五处地点最能体现传统中的自然、宗教、人文相得益彰的意境，包括被视作所有山泉与河川的源头巴都尔山的火山湖、坐落在火山湖口边缘的巴都尔神庙、迄今发现岛上最早被开发为灌溉系统的帕克努萨分水岭景观、有现存最早的巴厘岛庙宇建筑并且在铭文中得到记载的克特安格巴特克努区域梯田（公元10世纪）景观、存世最大同时也是最具建筑独特性的皇家庙宇塔曼阿尤寺，塔曼阿尤寺也代表着19世纪巴厘人所建立的王国对苏巴克系统极致性的开发。在这些人类遗迹中可以看到印度教、佛教密宗以及南岛民族原始宗教等不同文化的影子。

## 世界遗产
2012年7月6日，苏巴克被列入联合国教科文组织世界遗产名录。登录名称为“巴厘省文化景观：以苏巴克为三界和谐哲学的载体”，登录范围包含巴都尔山与巴都尔神庙、帕克努萨分水岭苏巴克景观、克特安格巴特克努苏巴克景观、塔曼阿尤寺。

## 图片
- 巴都尔山
- 巴都尔神庙
- 圣泉寺
- 梯田
- 塔曼阿尤寺

## 外部资料
- Cultural Landscape of Bali Province: the Subak System as a Manifestation of the Tri Hita Karana Philosophy （页面存档备份，存于）
- （印尼文） Pengakuan Subak Sebagai Warisan Budaya Dunia （页面存档备份，存于）
- J. Stephen Lansing, Priests and Programmers: Technology of Power in the Engineered Landscape of Bali Princeton University Press.
- "Balinese Water Temples Withstand Tests of Time and Technology" – National Science Foundation
- Simulation Modeling of Balinese Irrigation (extract) by J. Stephen Lansing (1996)
- "The Impact of the Green Revolution and Capitalized Farming on the Balinese Water Temple System" by Jonathan Sepe (2000). Literature review.
- Direct Water Democracy in Bali.  （页面存档备份，存于）
- Subak - A Sustainable System of Irrigation （页面存档备份，存于） by Daniel Pratt (2016)

8°15′33″S 115°24′10″E / 8.25917°S 115.40278°E